# Borazina
La borazina o borazolo è un composto chimico di formula B3N3H6 che in condizioni standard si presenta come un liquido incolore.

## Storia
Il composto venne sintetizzato per la prima volta nel 1926 dai chimici Alfred Stock ed Erich Pohland.

## Caratteristiche strutturali e fisiche
Si tratta di un metalloide che appartiene alla famiglia dei borani e contiene un numero uguale di atomi di boro e di azoto. Si tratta di un composto inorganico che rilascia fumi se esposto all'aria.
La molecola ricorda nella forma il benzene, con un anello esagonale di boro e azoto alternati, tanto da essere nota anche come benzene inorganico. La borazina è infatti un composto isoelettronico e isostrutturale del benzene di cui presenta una simile connettività. Tuttavia l'anello della borazina non è perfettamente esagonale, infatti l'angolo di legame sul boro è di 117,1° mentre l'angolo di legame sull'azoto è pari a 122,9°.
La distanza tra boro e azoto nell'anello è di 0,1436 nm, mentre il legame carbonio-carbonio nel benzene ha una lunghezza di 0,1397 nm. Il legame boro-azoto si colloca dunque tra quello del singolo legame boro-azoto, che misura 0,151 nm, e quello del doppio legame boro-azoto, pari a 0,131 nm. Questo suggerisce una parziale delocalizzazione degli elettroni della coppia solitaria dell’azoto.
A differenza del benzene, la differenza di elettronegatività tra boro e azoto favorisce la presenza di tre strutture mesomeriche. Le determinazioni strutturali tramite cristallografia a raggi X mostrano che le lunghezze di legame all'interno dell'anello di borazina sono tutte equivalenti, misurando 1,429 Å, una proprietà condivisa con il benzene.
In generale, la borazina e i suoi derivati sono noti per avere un carattere aromatico inferiore rispetto ai loro equivalenti benzenici. Tuttavia, la transizione elettronica e l'interazione degli elettroni π presentano caratteristiche molto simili a quelle del benzene, e la chimica ionica in fase gassosa risulta sorprendentemente analoga a quella del benzene.
Con un'entalpia standard di formazione (ΔHf) pari a -531 kJ/mol, il composto è termicamente molto stabile.
| N. di atomi pesanti                  | 6            |
| N. di donatori di legami a idrogeno  | 3            |
| N. di accettori di legami a idrogeno | 3            |
| Massa monoisotopica                  | 81,0840877 u |
| Superficie polare                    | 36,1 Å²      |

## Sintesi
La borazina viene preparata tramite la reazione dell'ammoniaca con il diborano (2:1). La reazione avviene attorno ai 250-300 °C con una resa del 50%:
{\displaystyle {\ce {3 B2H6 + 6 NH3 -> 2 B3H6N3 + 12 H2 ^}}}
Un metodo alternativo più efficace consiste nella reazione del boroidruro di litio con il solfato d'ammonio:
{\displaystyle {\ce {3 LiBH4 + 3 NH4Cl -> B3H6N3 + 3 LiCl + 9 H2 ^}}}

## Reattività e caratteristiche chimiche
Reagisce violentemente con l'acqua e può incendiarsi a contatto con essa. Reagisce con l'acido cloridrico in una reazione di addizione. Se la borazina fosse veramente aromatica come il benzene, questa reazione non avverrebbe senza un catalizzatore, nello specifico un acido di Lewis.
{\displaystyle {\ce {B3N3H6 + 3HCl -> B3N3H9Cl3}}}
La reazione di addizione con il bromo avviene senza catalizzatore. Le borazine interagiscono con un attacco nucleofilo sul boro e un attacco elettrofilo sull'azoto. La borazina può essere ridotta mediante reazione con boroidruro di sodio:
{\displaystyle {\ce {B3N3H9Cl3 + NaBH4 -> (BH4N)3}}}
Riscaldando la borazina a 70°C, si ha la perdita d'idrogeno, con la formazione di un polimero borazinico o poliborazilene, in cui le unità monomeriche sono accoppiate in posizione para attraverso nuovi legami boro-azoto.

### Spettri analitici
- 11B NMR[12]
- 15N NMR[13]
- GC-MS[14]

## Farmacologia e tossicologia

### Tossicologia
La borazina causa ustioni e l'inalazione prolungata può causare lesioni chimiche alle alte vie respiratorie e ai polmoni.

## Applicazioni
La borazina è utilizzata come precursore liquido in alcuni processi di deposizione chimica da vapore per via delle sue caratteristiche strutturali e il fatto che non formi alcun prodotto collaterale pericoloso. La borazina e i suoi derivati sono inoltre potenziali precursori delle ceramiche di nitruro di boro.

## Immagini

Mesomeri della borazina